# 小竹叶蛙
小竹叶蛙（学名：Odorrana exiliversabilis）也称小竹叶臭蛙，一种分布于中华人民共和国安徽省、浙江省、福建省等地区的两栖动物，隶属于蛙科臭蛙属。模式产地为中国福建省南平市建阳区黄坑镇。

## 形态特征
小竹叶蛙雄蛙体长42.7～52.4毫米，雌蛙体长51.8～61.8毫米。身体背部皮肤光滑，颜色变异较大，一般呈橄榄褐色、浅棕色、铅灰色或绿色，有的个体背具有几个深蓝色或黑褐色斑；四肢背面具有黑褐色横纹；咽喉部、胸部为褐色或有细小褐色麻斑，腹部浅黄色或银灰色，无斑纹。